# Mahmoud Mohieldin

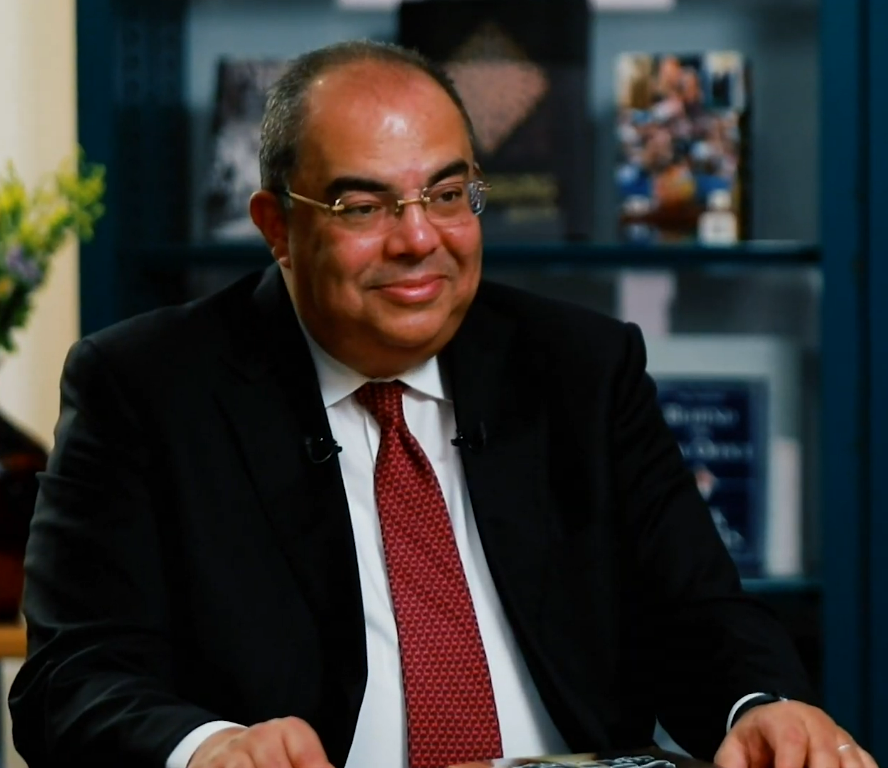
Mahmoud Mohieldin (2022)

Mahmoud Mohieldin (arabisch محمود محيي الدين, DMG Maḥmūd Muḥyī ad-Dīn; * 15. Januar 1965) ist ein ägyptischer Politiker.

## Leben
Mahmoud Mohieldin war im politischen Rat der ägyptischen Nationaldemokratischen Partei sowie in deren Generalsekretariat.
Er ist Professor der Volkswirtschaft und der Politikwissenschaft an der Universität Kairo.
1995 schrieb er an der University of Warwick eine Dissertation zum Thema Liberalisierung der Finanzmärkte in Entwicklungsländern. Er saß im Direktorium der Zentralbank von Ägypten und ist Vorsitzender des Wirtschaftsausschusses der ägyptischen Nationaldemokratischen Partei.
Von 1996 bis 2002 war er Berater von Finanzminister Youssef Boutros Ghali. Er leitete im Kabinett Nazif das Ministerium der Staatsbetriebe (später Investitionsministerium), das als Treuhandanstalt staatliche Unternehmen privatisierte und Aufsichtsbehörde der Sonderwirtschaftszonen war. Im September 2010 wurde er einer der Direktoren der Weltbank.